# Lenny Zakatek
Lenny Zakatek (Karachi, 1947) è un cantante e produttore discografico britannico, anche noto come "The Voice", ha vissuto a Londra dall'età di tredici anni. Zakatek nacque a Karachi prima che divenisse parte del Pakistan ed è noto per il lavoro svolto con il gruppo musicale Gonzalez e The Alan Parsons Project.

## Biografia
Lenny Zakatek, nato Lenny du Platel, nel 1964 forma la rock band The Trailblazers, come cantante solista e chitarrista ritmico. Al loro primo tour nelle basi americane in Europa, divennero familiari con il loro sound alla Motown. The Trailblazers ritornarono nel Regno Unito e sull'influenza del soul si rinominarono Funky Fever. Fecero concerti in UK e Europe per diversi anni e suonarono in locali nightclub a Londra, incluso il Gulliver's, Whisky a Go Go, The Marquee, Ronnie Scott's, The Scotch of St. James e The Revolution. Funky Fever seguirono anche i tour europei di Inez and Charlie Foxx e The Drifters.
Lynsey de Paul e Dudley Moore presero in considerazione la voce di Zakatek, il look e la presenza scenica nei primi anni '70. De Paul lo battezzò "Zakatek" e scrisse due singles I Gotcha Now e So Good To You (registrati più tardi da Paul come B-side sul hit single "Won't Somebody Dance With Me") e singoli "Get Your Gun" più "Gotta Runaway". De Paul lo introdusse nel Regno Unito con un articolo pubblicato sul Daily Mirror intitolato "Sugar Heap Girl's Big Find". I musicisti che suonarono con Zakatek nei singoli erano membri della band 10cc.
Tra il 1974 e il 1981, Zakatek fu vocalist della band Gonzalez. Registrarono album di successo come Our Only Weapon Is Our Music, e Shipwrecked. Il brano da disco hit, "I Haven't Stopped Dancing Yet" nacque da questa collaborazione.
Nel 1977, Zakatek divenne studio vocalist per The Alan Parsons Project, cantando diversi brani per un periodo di dieci anni. Fu coinvolto in ventidue brani presenti su otto diversi album de The Alan Parsons Project; tra i brani vi furono "I Wouldn't Want To Be Like You", "Games People Play", "You Don't Believe" e "Damned If I Do". Riguardo alla voce di Zakatek nei brani di Alan Parson's Project, il recensore di allaboutjazz.com, Todd S. Jenkins scrisse: "Lenny Zakatek's singing on "I Wouldn't Want To Be Like You" and "Games People Play" is prototypical of soulful prog rock. His delivery adds a funky, bluesy air".
Nel 1979 venne pubblicato il primo album di Zakatek, Lenny Zakatek, prodotto da Alan Parsons per la A&M Records. Singoli inclusi furono "Brandy", "Say I Love You" e "Where Is The Love". Nel 1986, Zakatek formò una band chiamata The Immortals, con John Deacon al basso, e Robert Ahwai alla chitarra. Il singolo "No Turning Back", fu incluso nella colonna sonora di Biggles.
Nel 1986, cantò nel brano "Angel", scritto da Bob Weston, incluso nell'album di Dick Morrissey Souliloquy, e che vide la prestazione anche di Ahwai e Weston.
Nel 1988, iniziò una carriera parallela come manager, music publisher e produttore discografico. Fu il manager e il coproduttore di tre delle più prolifiche band giapponesi, Tomoyasu Hotei, Miki Imai e Kumiko Yamashita. Scrisse anche e produsse diversi brani del primo album del gruppo Hotei, Guitarhythm. Nel Regno Unito fu manager dei 7th Heaven, Huff e Herb, e The 3 Jays. Gli ultimi due fecero dei brani di successo nel mercato dance. Zakatek con la sua società editrice All Zakatek Music, copubblicò alcuni brani dell'album di debutto dei Kubb. Pubblicò e fu manager di artisti della etichetta Sony BMG come Jah Waggie, l'alter-ego creativo di Jeff Patterson. L'album solista numero due di Zakatek fu Small But Hard, e pubblicato nel 1989.
Nel 1995, Zakatek cantò con Joni Mitchell al Great Music Experience a Nara City, Giappone. Ha condiviso il palcoscenico con INXS, Bon Jovi, Bob Dylan e Tomoyasu Hotei e lavorato anche con Michael Kamen.
Zakatek negli anni 2000 ha cantato in Europa con la band Boogie Brothers, una R&B band di 12 elementi. È apparso anche in eventi aziendali con brani di diversi stili musicali. I due figli, anch'essi cantanti, Amber du Platel e Leon du Platel, talvolta lo accompagnano negli eventi.
Nel marzo 2010, Zakatek annuncia di voler ritornare sul palcoscenico con brani di Alan Parsons Project.